# Waffenhersteller
Waffenhersteller sind Personen und Unternehmen, die gewerbsmäßig Waffen herstellen.
In heutiger Zeit werden die Hersteller von Schusswaffen sowie von Rüstungsgütern, wie beispielsweise Panzer, Bomben, ABC-Waffen, Kriegsschiffen und Kampfflugzeugen als Waffenhersteller bezeichnet. Dieser Artikel behandelt Waffen- und Rüstungsgüterhersteller bis zum Zeitpunkt der Industrialisierung in der Mitte des 19. Jahrhunderts. Danach konzentriert sich dieser Artikel auf die Hersteller von Schusswaffen.

## Geschichte
Waffen waren schon in früher Zeit technisch spezialisierte Waren und Handelsgut. Noch heute spiegelt die Waffenherstellung in verschiedenen Regionen Tradition, zur Verfügung stehende Rohstoffe, Fachkräfte, Handwerkskunst, Produktionskapazität und Innovationskraft der Regionen. Dies ist bereits in der Steinzeit erkennbar und setzt sich bis heute in regionalen Konzentrationen von Waffenherstellern fort.
Das berühmteste europäische Waffenschmiedezentrum war Nürnberg, das als Ruhrgebiet des Mittelalters bezeichnet wurde. Die Eisenerzvorkommen in der nahe gelegenen Oberpfalz dienten als Rohstoffquelle. Das Nürnberger Handwerk spezialisierte sich in der Manufaktur von Eisenwaren aller Art. Vom Schermesserer zum Sensenschmied, vom Harnischmacher über Panzerhemdenmacher, Haubenschmied, Klingenschmied zum Schwertfeger reichten die Handwerksberufe des 13. Jahrhunderts. Waffen waren ein wichtiges Produkt des Nürnberger Gewerbes. Auf gute Qualität wurde streng geachtet. Die Handwerker stellten große Stückzahlen her. Schon Ende des 16. Jahrhunderts gab es dort zwei Zeughöfe, sechs Zeughäuser und zahlreiche andere Magazine.
Auch im Thüringer Wald gab es ideale Bedingungen. Zum Waffenhandwerk im Thüringer Wald schreibt Wolfgang Piersig: „Dazu gehörten Bergwerke, aus denen das Erz gefördert wurde; Holz, Holzkohle bzw. Stein- oder Braunkohle für die Schmelzöfen, mit deren Hilfe das Metall aus dem Erz geschmolzen werden konnte; Wasserkraft, mit deren Hilfe die Schmieden und Maschinen angetrieben werden konnten, die den Stahl in die gewünschte Form brachten; Meister sowie Fachkräfte, die über genügend Erfahrung verfügen mussten, um die Produktion in ausreichender Qualität zu garantieren wie auch eine ausgebaute Infrastruktur, wie Wasserwege oder gut befestigte Landstraßen, auf denen die Produkte sicher an den Empfänger transportiert werden konnten“. Seit 1499 wurden in Suhl nachweislich Harnische, Panzer und Schwerter gefertigt. Ab 1535 siedelten sich Nürnberger Büchsenschmiede in Suhl an. Rohstoffe aus der Umgebung, Bergbau, die Möglichkeiten der Nutzung von Wasserkraft und die Suhler Handwerkskunst ließen die Waffenfabrikation bis zum Dreißigjährigen Krieg immer größer werden. Zwischenzeitlich erhielt Suhl mit Blick auf das damalige Waffenzentrum im Orient den Namen „deutsches Damaskus“. Weitere Waffenschmieden im Thüringer Wald waren Schmalkalden, Zella-Mehlis, Schleusingen und Ilmenau (aktueller Sitz des Landesamtes für Mess- und Eichwesen Thüringen).
Ähnliche Bedingungen gab es in Japan. Schwerter, Lanzen und andere japanische Waffen, zumeist aus Kyoto, waren seit dem 15. Jahrhundert ein stark nachgefragtes Handelsgut in China. „Aus Sicht der Chinesen galten die Schwerter – und andere japanische Waffen – nicht nur deswegen als perfekt, weil sie dank handwerklicher Kunstfertigkeit so scharf schnitten, sondern sie hielten sie auch für vollkommene Kunstwerke in der Hinsicht, als sie – schön anzusehen – höchsten ästhetischen Ansprüchen genügten.“
Die Konzentration der Schmiedezentren mit ihrer hohen Produktivität, die die Nachfrage der lokalen Abnehmer bei weitem übertraf, führte zwangsläufig zu Waffenexporten.
Ab etwa 1850 wurden vermehrt Maschinen in die Produktion einbezogen und diese automatisiert. Diese Industrialisierung in der Waffenherstellung führte dazu, dass aus einigen Dörfern Städte wurden (zum Beispiel Enfield). Mit der Erfindung der Perkussionswaffe begann eine rasante Entwicklung. Innerhalb von weniger als 100 Jahren entstanden mehrschüssige Revolver, Hinterladerwaffen, Repetierwaffen und das Maschinengewehr. Aufgrund des technischen Fortschritts und der daraus folgenden zunehmenden Spezialisierung spaltete sich die Rüstungsindustrie von den Waffenherstellern ab.
Internationales Ansehen genießen bis heute die vor dem Zweiten Weltkrieg in der Waffenstadt Suhl gegründeten Waffenhersteller J. P. Sauer & Sohn (gegründet 1751, jetzt in Eckernförde und Isny), die Simson-Werke (gegründet 1856), C. G. Haenel (gegründet 1840, aktuell in Suhl), Heinrich Krieghoff (gegründet 1886, jetzt in Ulm), Merkel (gegründet 1898, aktuell in Suhl), sowie Betriebe aus der Nachbarstadt Zella-Mehlis wie die Carl Walther GmbH (gegründet 1886, jetzt in Ulm und Arnsberg), Anschütz (jetzt in Ulm), Reitz & Recknagel (gegründet 1867, jetzt in Schweinfurt), Lothar Walther (jetzt in Königsbronn), EM-GE (jetzt in Gerstetten), Röhm GmbH (jetzt in Sontheim), Hans Schmeisser (jetzt in Krefeld) und Weihrauch (jetzt in Mellrichstadt).
Die ebenfalls vor dem Zweiten Weltkrieg gegründeten Firmen FN Herstal (Lüttich), Browning, Winchester, Smith & Wesson, Colt, Remington, Springfield und Marlin (USA), Steyr Mannlicher (Österreich), SIG (Schweiz), IMI (Israel) und SAKO (Finnland) sind heute noch auf dem Waffenmarkt aktiv – entweder selbst oder als Tochterfirma über eine Holding.
Die gestiegene Nachfrage nach Jagd- und Sportwaffen beim Bürgertum in der Mitte des 19. Jahrhunderts führte dazu, dass sich einige Waffenhersteller wie Sauer und Merkel bereits frühzeitig auf zivile Waffen konzentrierten.
Bereits im 19. Jahrhundert gründeten die ersten zivilen Waffenhändler ihre Häuser oder weiteten ihre Waffenherstellung durch Handelshäuser aus.
Im Rahmen der deutschen Kriegswirtschaft wurden bis 1945 zahlreiche zivile Waffenproduzenten zur Herstellung von Rüstungsgütern – auch mit Hilfe von Zwangsarbeitern – angeworben. Zu diesen Firmen gehörten unter anderem Sauer, die sich zwischen den beiden Weltkriegen und nach Kriegsende wieder auf den zivilen Markt konzentrierten, und Mauser, die erst 2004 mittels Aufspaltung eine Trennung zwischen Schusswaffen (Mauser) und Rüstungsgütern (Rheinmetall Defence) herstellten.

## Aktuell
Im Zeichen der Industrialisierung haben sich die meisten Waffenmanufakturen entweder auf die Herstellung von zivilen Schusswaffen spezialisiert (inkl. einem kleinen Anteil an Präzisionsgewehren sowie Kurzwaffen für den Behördenbedarf) oder auf militärische Waffen und Waffen-Systeme. Die Firmen Beretta, FN Herstal, Heckler & Koch und Steyr Mannlicher gehören zu den größeren Mischbetrieben, die beide Produktschienen bedienen.
Der Waffenhersteller Colt, der bis in die 1980er-Jahre auch beide Schienen bediente, dabei hohe Marktanteile verlor und fast bankrottging, konzentriert sich seit den 1990er Jahren auf die militärische Industrie, während die frühere Holding der Firma Smith & Wesson ab Anfang 2017 als American Outdoor Brands Corporation weiterhin auch den zivilen Bereich des Waffengeschäfts (Polizei, Privatmarkt, Jagd) beliefert. Die Firma Walther schlug den anderen Weg ein, verzichtete auf militärische Waffen und produziert seit den 1990er-Jahren nur für den Sportschützenbereich sowie für den Behördenmarkt.
Derzeit ist bei den Waffenherstellern zu beobachten, dass sich diese zu großen Unternehmensgruppen zusammenschließen, wie die Herstal Group (Fabrique Nationale d’Armes de Guerre, Browning International), Winchester (Olin), der Lüke und Ortmeier Verbund (Blaser, Mauser, SIG Sauer, Sauer), die Beretta-Gruppe (Benelli, Sako, Tikka), die Umarex-Firmengruppe (Walther, Hämmerli, Röhm) oder unrentable Unternehmen stilllegen und Kapazitäten abbauen (Royal Small Arms Factory).
Daneben gibt es einzelne hochspezialisierte Waffenhersteller wie Perazzi, Sabatti oder Korth, die sich als Büchsenmacher der Anfertigung von Einzelstücken sowie dem Tuning – also der Verbesserung und Anpassung an den einzelnen Nutzer – verschrieben haben. Als Beispiel für deutsche Tuning-Modelle dienen die Umbauten des S&W Club 30, die Exklusiv-Modelle der Waimex (vormals Wischo) und die deutschen Modifikationen der Taurus Modelle von Helmut Hofmann (Mellrichstadt). Hervorzuheben sind auch die diversen Modifikationen des Mauser-98er-Systems zu Safaribüchsen der verschiedensten Büchsenmacher, z. B. Johannsen (Neumünster).

## Rechtliche Unterscheidung
Das Small Arms Survey unterscheidet Waffenhersteller in seinem Report 2001 wie folgt:
Legale Herstellung
Produktion oder Zusammensetzung aus legal bezogenen Komponenten und Teilen mit Erlaubnis der zuständigen Regierungsbehörde.
Lizenzbau
Nachbau eines Produktes mit Erlaubnis des Herstellers, meist gegen finanziellen Ausgleich.
In der Regel werden dem Lizenznehmer Kopien der Konstruktionspläne überlassen. Oft hilft der Lizenzgeber dem Lizenznehmer bei der Produktionsaufnahme.
Illegale Herstellung
Produktion und Zusammenbau aus illegal erworbenen Komponenten oder Teilen ohne Erlaubnis der zuständigen Regierungsbehörde. Hierzu gehören auch Handwerk und Heimarbeit. In einigen Fällen ist der Staat selbst an der anhand des internationalen Rechts unerlaubten Herstellung beteiligt, wenn er den Nachbau von Produkten eines anderen Landes oder eines Unternehmens ohne deren Einwilligung erlaubt.
Illegales Handwerk/Heimarbeit
Diese Art der Herstellung erfolgt in kleinen privaten Werkstätten oder in Heimarbeit ohne rechtliche (staatliche und/oder lizenzrechtliche) Genehmigung. Diese Art der Herstellung ist in der Regel einfach, in kleinem Umfang und wird normalerweise manuell gefertigt anstatt über komplexe Fertigungsprozesse. Die meisten handwerklichen Produkte bestehen aus einfachen Einzelladewaffen und/oder illegalen Kopien von Markenprodukten.

## Situation zu Schusswaffen nach Ländern gegliedert
In internationalen Quellen werden Kriegs-Schusswaffen und Jagd-/Sportwaffen als Kleinwaffen zusammengefasst. Laut Angaben des Small Arms Survey aus dem Jahr 2001 stieg die Anzahl der Kleinwaffenhersteller von 200 Firmen im Jahr 1980 auf über 600 Firmen im Jahr 2000 an. Trotz der gestiegenen Anzahl an Herstellern hat sich die Produktion verringert. Wurden in der Zeit von 1980 bis 1998 noch weltweit 6,3 Millionen Kleinwaffen produziert, sank die Produktion im Jahr 2000 auf 4,3 Millionen Stück mit einem Marktwert von 1,4 Milliarden US-Dollar. FN Herstal (Belgien) und Heckler & Koch (Deutschland) gehören zu den größten Lizenzgebern.
Laut Angaben des Small Arms Survey wurden im Jahr 2000 in mindestens 25 Ländern illegal Kleinwaffen hergestellt. 3 % bis 16 % wurden davon im eigenen Land abgesetzt. Der Rest ging in den illegalen Waffenexport.

### Die größten drei Länder
USA
75 % aller Kleinwaffen wurden 1998 in den Vereinigten Staaten hergestellt. Der Absatz erfolgte zum größten Teil im eigenen Land. 1997 existierten in den USA 191 private Waffenhersteller, von denen nur 55 Betriebe mehr als 20 Angestellte hatten. Mit 9907 Arbeitsplätzen wurden für 1,2 Milliarden US-Dollar Schusswaffen hergestellt. 1998 lag die Produktion in den USA bei 3,7 Millionen Schusswaffen, von denen 6 % (215.096) exportiert wurden.
In den USA sind die größten Waffenhersteller Sturm, Ruger & Co. (Pistolen und Gewehre), Smith & Wesson (Revolver und Pistolen) und Remington Arms (Schrotflinten).
China
Es gibt keine genauen Daten über die chinesische Schusswaffenproduktion, nur die Daten der Importländer. Zwischen 1987 und 1994 war China Hauptexporteur für die USA. 15 % der Importe stammten aus China. Die größten Hersteller sind die Staatsbetriebe Norinco und PolyTechnologies. Norinco exportierte in den neunziger Jahren jährlich für rund zwei Milliarden US-Dollar Schusswaffen, von denen 70 % für den zivilen Bedarf bestimmt waren.
Russische Föderation
Die russische Waffenindustrie ist größtenteils in Staatshand. Die beiden wichtigsten Produktionszentren befinden sich in Tula (Tulski Oruscheiny Sawod) und in Ischewsk (Ischmasch). In beiden Städten gibt es viele Fabriken, die Schusswaffen herstellen, einschließlich der 9-mm-Pistole Makarow und Derivate des Sturmgewehrs AK-47. In den frühen neunziger Jahren des vorigen Jahrhunderts bestimmten die Waffenexporte zu 70 bis 80 % das Einkommen von Ischmasch. Dieser Anteil hatte sich bis 2000 reduziert auf etwa 39 Millionen US-Dollar. Genaue Daten über die russische Produktion sind nicht bekannt.

### Die mittleren 23 Länder
In Europa: Über 200 Unternehmen, das heißt ein Drittel aller Schusswaffenhersteller, befinden sich in Europa. Die wichtigsten Hersteller sind Glock (Österreich), Steyr (Anfänge in den Steyr-Werken) (Österreich), FN Herstal (Belgien), Nexter (ex GIAT) (Frankreich), Beretta (Italien), Rheinmetall (Deutschland), Santa Bárbara Sistemas (Spanien), Celsius (ex Svenska Varv) (Schweden), SIG (Deutschland), Heckler & Koch (Deutschland), Walther (Deutschland) und Royal Ordnance (UK). Zu den mittleren Waffenherstellungsländern zählen in alphabetischer Reihenfolge Belgien, Bulgarien, Deutschland, Frankreich, Großbritannien, Italien, Österreich, Polen, Rumänien, Spanien, die Schweiz, die Tschechische Republik und Ungarn. In insgesamt 39 Ländern Europas und den GUS-Staaten werden Schusswaffen produziert.
Deutschland: Nach Angaben des Verbands Deutscher Büchsenmacher und Waffenfachhändler (VDB) und des Verbands der Hersteller von Jagd-, Sportwaffen und Munition (JSM) sind in Deutschland knapp 5000 Menschen in der industriellen Sportwaffenproduktion beschäftigt. 2009 wurden Jagd- und Sportwaffen im Wert von über 275 Millionen Euro hergestellt. Daten über militärische Produktion liegen nicht vor. Der Rüstungsbericht von 2007 sagt jedoch aus, dass der Anteil der zivilen Schusswaffenexporte bei 72 % aller Schusswaffenexporte lag.
Außerhalb von Europa: Mindestens 19 Länder inklusive China produzieren Schusswaffen in der pazifischen Region. Zu den mittleren Herstellungsländern zählen Indien, Pakistan, Singapur, Südkorea und Taiwan.
Brasilien (Taurus (Hersteller)) und Südafrika (Truvelo Armoury) sind die bedeutendsten mittleren Waffenhersteller außerhalb von Europa und Asien, gefolgt von den Ländern des Nahen Ostens Ägypten, Israel, Pakistan und Türkei.

### Die kleinen 29 Länder
Zu ihnen zählen in alphabetischer Reihenfolge Argentinien, Armenien, Australien, Chile, Dänemark, Finnland, Griechenland, Indonesien, Japan, Jugoslawien, Kanada, Kolumbien, Kroatien, Luxemburg, Malaysia, Mexiko, Neuseeland, Niederlande, Norwegen, Peru, Philippinen, Portugal, Saudi-Arabien, Schweden, Slowakei, Slowenien, Thailand, Ukraine und Venezuela.

### Produktion innerhalb der EU
Der jährliche Bericht des europäischen Verbands der Waffenhändler A.E.C.A.C führte im Jahr 2010 die Produktionswerte für die Jahre 2004 bis 2008 auf. Der Bericht unterscheidet zwischen Feuerwaffen (Kategorie A bis D) und anderen Schusswaffen. Zu letzteren zählen Signalwaffen, Druckluftwaffen, Airsoftwaffen, antike Waffen und Reproduktionen.
Im Durchschnitt produzierten die Länder der EU Feuer- und Nichtfeuerwaffen im Wert von 700 Millionen Euro pro Jahr. Knapp 200 Millionen entfielen auf die Nichtfeuerwaffen. Während die Umsatzzahlen konstant stiegen, verringerten sich die Stückzahlen der Feuerwaffen von 2,2 auf 1,9 Millionen. Die Nichtfeuerwaffen stiegen von 800.000 auf 1,2 Millionen und sanken auf eine Million.
EuroJahr0100 Mio.200 Mio.300 Mio.400 Mio.500 Mio.600 Mio.20042005200620072008FeuerwaffenAndere SchusswaffenEU Schusswaffen produktion in Euro 2004-2008...
0500.0001.000.0001.500.0002.000.0002.500.00020042005200620072008FeuerwaffenAndere SchusswaffenEU Schusswaffen produktion in Stuckzahlen 20...